# Hillsfar
Hillsfar è un videogioco di ruolo con sottogiochi d'azione pubblicato nel 1989 per i computer Amiga, Atari ST, Commodore 64 e MS-DOS da Strategic Simulations e successivamente uscito anche per NEC PC-9801 e Nintendo Entertainment System. Si basa ufficialmente sul gioco di ruolo Advanced Dungeons & Dragons, precisamente sull'ambientazione Forgotten Realms.
Pur non essendo un seguito, condivide alcune caratteristiche con il precedente Pool of Radiance, in particolare si possono utilizzare gli stessi personaggi creati e salvati su disco per Pool of Radiance e Curse of the Azure Bonds.

## Trama
Il gioco si svolge nella città fantasy di Hillsfar, già apparsa nelle opere cartacee di Forgotten Realms, e nel territorio circostante. Hillsfar è sottomessa alla dittatura del mago Maalthir, che ha proibito l'utilizzo di armi e magie nella città, tranne che nelle arene dedicate.
L'avventuriero o avventuriera controllato dal giocatore inizia in un accampamento presso la città e si dirige a cavallo a Hillsfar, dove cercherà di accumulare ricchezza e gloria. A causa delle leggi di Maalthir, principalmente dovrà dedicarsi al furto, introducendosi di nascosto nei vari ambienti e fuggendo senza combattere.
Le caratteristiche del personaggio e le missioni che potrà svolgere sono variabili.

## Modalità di gioco
Si inizia creando o caricando da disco il proprio personaggio. Si possono determinare razza (umano, nano, gnomo, elfo, mezz'elfo, halfling), sesso, classe (chierico, combattente, mago o ladro) e allineamento. Le altre caratteristiche sono generate casualmente e il giocatore può solo accettarle o farle generare tutte di nuovo. Il personaggio è quindi libero di muoversi come vuole nel mondo del gioco, per accumulare ricchezze e punti esperienza, scoprendo poi obiettivi più precisi.
Per gli spostamenti a grandi distanze c'è una schermata con la mappa del territorio dove selezionare la destinazione tra quelle collegate. I viaggi a cavallo sono sequenze d'azione che avvengono con visuale laterale e scorrimento orizzontale. Si può cambiare velocità di galoppo, saltare ostacoli e abbassarsi per evitare oggetti volanti; le cadute causano perdita di punti ferita.
Giunti a Hillsfar, la schermata principale si compone di più finestre: una pianta della città, le aree delle informazioni di testo e una piccola vista in prima persona dalla posizione attuale. Il personaggio si sposta a piedi tra posizioni adiacenti e può entrare negli edifici per svolgere altre sequenze d'azione o incontrare personaggi, apprendere missioni eccetera.
Quando si tratta di esplorare edifici o altri luoghi particolari, questi appaiono come un labirinto con vista dall'alto, nello stile di Gauntlet, con grafica isometrica; ci sono guardie e trappole da evitare e scrigni di tesori da raccogliere il più possibile prima che scada il tempo.
Per entrare negli edifici chiusi a chiave o forzare certi scrigni c'è una schermata dedicata allo scassinamento, dove bisogna scegliere rapidamente la giusta sequenza di grimaldelli in base al profilo della serratura visualizzato. Possono esserci altre opzioni come usare la magia o ingaggiare un personaggio non giocante scassinatore.
Altri luoghi di Hillsfar con specifiche sequenze d'azione sono l'area di tiro al bersaglio, dove si possono utilizzare vari tipi di armi da lancio tramite un mirino, e l'arena gladiatoria, dove si partecipa a duelli all'ultimo sangue, per scelta o dopo essere stati arrestati dalle guardie. Il combattimento è un semplice picchiaduro contro una serie di mostri; per riguadagnare la libertà dopo un arresto è necessario batterne almeno uno.